# Polyommatinae
Le Polyommatinae Swainson, 1827 sono una sottofamiglia cosmopolita di farfalle appartenente alla famiglia Lycaenidae.
Alcuni autori la considerano solo una tribù della sottofamiglia Lycaeninae.

## Tassonomia
Generi appartenenti alla sottofamiglia Polyommatinae:
- Actizera Chapman, 1910.
- Acytolepis Toxopeus, 1927.
- Agriades Hübner, 1819.
- Albulina Tutt, 1909.
- Anthene Doubleday, 1847.
- Aricia Reichenbach, 1817.
- Athysanota Karsch, 1895.
- Azanus Moore, 1881.
- Bothrinia Chapman, 1909.
- Brephidium Scudder, 1876.
- Cacyreus Butler, 1898.
- Caerulea Forster, 1938.
- Caleta Fruhstorfer, 1922.
- Callenya Eliot & Kawazoé, 1984.
- Callictita Bethune-Baker, 1908.
- Candalides Hübner, 1819.
- Castalius Hübner, 1819.
- Catochrysops Boisduval, 1832.
- Catopyrops Toxopeus, 1929.
- Cebrella Eliot & Kawazoé, 1984.
- Celarchus Eliot & Kawazoé, 1984.
- Celastrina Tutt, 1906.
- Celatoxia Eliot & Kawazoé, 1984.
- Chilades Moore, 1881.
- Cupido Schrank, 1801.
- Cupidopsis Karsch, 1895.
- Cyclargus Nabokov, 1945.
- Cyclirius Butler, 1897.
- Danis Fabricius, 1807.
- Discolampa Toxopeus, 1929.
- Echinargus Nabokov, 1945.
- Eicochrysops Bethune-Baker, 1924.
- Eldoradina Balletto, 1993.
- Elkalyce Balint & Johnson, 1995.
- Erysichton Fruhstorfer, 1916.
- Euchrysops Butler, 1900.
- Euphilotes Mattoni, 1978.
- Everes Hübner, 1819.
- Famegana Eliot, 1973.
- Glaucopsyche Scudder, 1872.
- Harpendyreus Heron, 1909+A83.
- Hemiargus Hübner, 1818.
- Iolana Bethune-Baker, 1914.
- Ionolyce Toxopeus, 1929.
- Itylos Draudt, 1921.
- Jamides Hübner, 1819.
- Lampides Hübner, 1819.
- Lepidochrysops Hedicke, 1923.
- Leptotes Scudder, 1876.
- Lestranicus Eliot & Kawazoe, 1983.
- Lycaenopsis C. & R. Felder, 1865.
- Maculinea van Eecke, 1915.
- Madeleinea Bálint, 1993.
- Maslowskia Kurenzov, 1974.
- Megisba Moore, 1881.
- Micropsyche Mattoni, 1978.
- Monile Ungemach, 1932.
- Monodontides Toxopeus, 1927.
- Nabokovia Hemming, 1960.
- Nacaduba Moore, 1881.
- Neolucia Waterhouse & Turner, 1905.
- Neopithecops Distant, 1884.
- Nesolycaena Waterhouse & Turner, 1905.
- Neurellipes Bethune-Baker, 1910.
- Neurypexina Bethune-Baker, 1910.
- Niphanda Moore, 1875.
- Oboronia Karsch, 1893.
- Oraidium Bethune-Baker, 1914.
- Oreolyce Toxopeus, 1927.
- Orthomiella Nicéville, 1890.
- Otnjukovia Zhdanko, 1997.
- Palaeophilotes Forster, 1938.
- Paraduba Bethune-Baker, 1906.
- Paralycaeides Nabokov, 1945.
- Parelodina Bethune-Baker, 1904.
- Petrelaea Toxopeus, 1929.
- Phengaris Doherty, 1891.
- Philotes Scudder, 1876.
- Philotiella Mattoni, 1978.
- Phlyaria Karsch, 1895.
- Pithecops Horsfield, 1828.
- Plautella Eliot & Kawazoé, 1984.
- Plebejus Kluk, 1802.
- Polyommatus Latreille, 1804.
- Praephilotes Forster, 1938.
- Prosotas Druce, 1891.
- Pseudolucia Nabokov, 1945.
- Pseudonacaduba Stempffer, 1942.
- Pseudophilotes Beuret, 1958.
- Pseudozizeeria Beuret, 1955.
- Psychonotis Toxopeus, 1930.
- Ptox Toxopeus, 1928.
- Rhinelephas Toxopeus, 1927.
- Rysops Eliot, 1973.
- Sahulana Hirowatari, 1992.
- Scolitantides Hübner, 1819.
- Shijimia Matsumura, 1919.
- Sidima Eliot & Kawazoé, 1984.
- Sinia Forster, 1940.
- Sinocupido Lee, 1963.
- Subsolanoides Koiwaya, 1989.
- Talicada Moore, 1881.
- Tarucus Moore, 1881.
- Theclinesthes Röber, 1891.
- Thermoniphas Karsch, 1895.
- Tongeia Tutt, 1908.
- Triclema Karsch, 1893.
- Turanana Bethune-Baker, 1916.
- Tuxentius Larsen, 1982.
- Udara Toxopeus, 1928.
- Una Nicéville, 1890.
- Upolampes Bethune-Baker, 1908.
- Uranothauma Butler, 1895.
- Zetona Waterhouse, 1938.
- Zintha Eliot, 1973.
- Zizeeria Chapman, 1910.
- Zizina Chapman, 1910.

### Alcune specie
- Agrodiaetus dolus
- Cacyreus marshalli
- Leptotes pirithous
- Polyommatus icarus
- Zizina labradus